# Efecto Tyndall

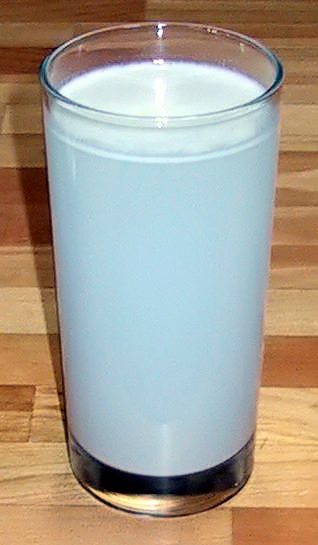
La harina suspendida en agua parece ser azul porque solo la luz dispersada llega al observador y la luz azul es dispersada por las partículas de harina más que la luz roja

El efecto Tyndall es el fenómeno físico que causa que las partículas coloidales en una disolución o un gas sean visibles al dispersar la luz. Por el contrario, en las disoluciones verdaderas y los gases sin partículas en suspensión son transparentes, pues prácticamente no dispersan la luz. Esta diferencia permite distinguir a aquellas mezclas heterogéneas que son suspensiones. El efecto Tyndall se observa claramente cuando se usan los faros de un automóvil en la niebla o cuando entra luz solar en una habitación con polvo; también es el responsable de la turbidez que presenta una emulsión de dos líquidos transparentes como son el agua y el aceite de oliva. El científico irlandés John Tyndall estudió el efecto que lleva su apellido en 1869.

## Disoluciones y dispersiones
Las disoluciones verdaderas son oscuras y transparentes y no es posible distinguir ni macroscópica ni microscópicamente sus partículas disueltas de la fase dispersante. En cambio, las dispersiones presentan un aspecto turbio que se debe a la facilidad con que se visualizan las partículas suspendidas en el medio líquido. En las dispersiones coloidales pasa exactamente lo mismo; sus micelas gozan de la propiedad de reflejar y refractar la luz, y además la luz dispersada está polarizada. De este modo, el trayecto que sigue el rayo luminoso en una dispersión coloidal es visualizado gracias a las partículas coloidales, convertidas en centros emisores de luz.
El efecto Tyndall no debe ser confundido con la fluorescencia, con la que tiene una apariencia análoga y de la que se diferencia porque al iluminar las disoluciones fluorescentes con un haz de luz en el que se han eliminado los colores azul y violeta, desaparece su aspecto turbio, lo que no sucede con los coloides. Además, la luz dispersada por las micelas está polarizada y la de las fluorescentes no. Por ejemplo, cuando la luz atraviesa la gelatina, su sombra es del mismo color.
La propiedad dispersante de la luz que tienen las micelas permite verlas mediante un dispositivo especial llamado ultramicro. El método consiste en iluminar lateralmente las partículas coloidales sobre un fondo oscuro: para ello se sitúa la preparación sobre un bloque de vidrio en forma de paralelepípedo oblicuo, cuyas caras forman con la base un ángulo de 51º. Cuando un rayo luminoso incide normalmente sobre una de las caras oblicuas, en lugar de refractarse es totalmente reflejado e ilumina tangencialmente las partículas que constituyen el preparado coloidal; si en esas condiciones se examina el campo mediante un microscopio ubicado de modo que su eje sea perpendicular a los rayos reflejados, éstos no pueden ser visualizados, por lo cual, cualquier punto luminoso que se enfoque con el microscopio proviene de las imágenes de difracción formadas por las micelas coloidales cuyo aspecto, en su conjunto, recuerda al de las estrellas resaltando sobre un campo totalmente oscuro.